# Diecéze Apatzingán
Diecéze Apatzingán je římskokatolická diecéze nacházející se v Mexiku.

## Území
Zahrnuje území deseti měst spolkového státu Michoacán: Aguililla, Apatzingán, Buenavista, Chinicuila, Coalcomán de Vázquez Pallares, Gabriel Zamora, Múgica, Parácuaro, Tepalcatepec a Tumbiscatío.
Biskupským sídlem je město Apatzingán, kde se nachází hlavní chrám diecéze, katedrála Neposkvrněného Početí Panny Marie.

## Historie
Diecéze byla zřízena 30. dubna 1962 bulou Quo aptius christifidelium papeže Jana XXIII. z části území diecéze Colima a Tacámbaro.
Dne 11. října 1985 byla část území diecéze připojena k nové diecézi Ciudad Lázaro Cárdenas.

## Seznam biskupů
- Victorino Álvarez Tena (1962–1974)
- José Fernández Arteaga (1974–1980)
- Miguel Patiño Velázquez, M.S.F. (1981–2014)
- Cristóbal Ascencio García (od 2014)